# Anger (St. Pantaleon-Erla)
Anger ist ein abgekommener Ort in der Gemeinde St. Pantaleon-Erla im Bezirk Amstetten in Niederösterreich. 

## Geografie
Der Ort befand sich am linken Ufer der Erla zwischen Klein-Erla und Erla im Westen der Katastralgemeinde Erla. Die ehemalige Ortslage wird heute von einer großen Sandgrube eingenommen.

## Geschichte
Im Jahr 1822 wurde der Ort als Dorf mit vier Häusern genannt, das nach Sankt Valentin eingepfarrt war, wohin auch die Kinder eingeschult wurden. Die Herrschaft Burg Enns besaß die Ortsobrigkeit, übte die Landgerichtsbarkeit aus und besorgte die Konskription. Die Untertanen und Grundholde des Ortes gehörten den Herrschaften Perwarth, Erla und Zeillern. Auch im Franziszeischen Kataster von 1822 ist Anger mit zwei großen und zwei kleinen Anwesen vermerkt.